# Luna Ribes
Luna Ribes, née le 14 juin 1994 à Lausanne[réf. nécessaire], est une styliste, illustratrice, artiste et designer suisse.

## Biographie
Après une formation en bijouterie et design en Angleterre, Luna Ribes s'installe à Milan. Elle y choisit de s'orienter vers l'univers de la mode et étudie aux Beaux-Arts de Milan.
En 2015, elle s'installe à Paris pour se lancer dans une série de stages chez Chanel, Goosens et Maison Michel avant de trouver une place dans l'atelier Matart, un créateur de bijoux dont les clients comptent notamment Saint Laurent, Tom Ford ou encore Marc Jacobs.
Luna Ribes fonde sa propre maison d'accessoires de mode en 2016 à Corseaux en Suisse. Elle développe également des projets de design, d'illustration et de décoration,. Elle a notamment réalisé la décoration d'intérieur d'un restaurant à Bulle et celle de l'appartement de Bastian Baker. Elle est aussi artiste peintre.
En 2019, elle réalise les foulards officiels de la Fête des Vignerons,. 